# Petersham, Massachusetts
Petersham este un oraș în comitatul Worcester, Massachusetts, Statele Unite ale Americii. Populația a fost 1180 loc. la recensământul din 2000. Orașul este amplasat la altitudinea de 329 m deasupra n.m. ocupă o suprafață de 176.9 km2 din care 140.5 km2 este uscat.  Petersham este situată într-o regiune de parcuri naturale ca Rezervația Quabbin, Forest Harvard, Rezervația  Swift River, și Clubul Federal Women's State Forest.

## Personalități marcante
- Austin Flint, medic